# Tossal dels Camps (la Baronia de Rialb)
El Tossal dels Camps és una muntanya de 648 metres que es troba al municipi de la Baronia de Rialb, a la comarca catalana de la Noguera.